# Wurmsham
Wurmsham è un comune tedesco di 1 337 abitanti, situato nel land della Baviera.